# ريفا فالدوبيا
ريفا فالدوبيا هي بلدية في مقاطعة فرشيلي التابعة لإقليم بييمونتي الإيطالي، تقع على بعد حوالي 90 كيلومتر (56 ميل) إلى الشمال من مدينة تورينو وحوالي 70 كيلومتر (43 ميل) شمال غرب مدينة فيرتشيلي.
تقع ريفا فالدوبيا على حدود البلديات التالية: ألانيا فالسيزيا، كامبرتونو، موليا، راسا، ريما سان جيوسيبي، في بييمونتي; وغريسوني لا ترينيتي وغريسوني سانت جين عبر الحدود الغربية إلى وادي أوستا.

## السكان
في سنة 1861 بلغ عدد السكان 832 نسمة، وتطور العدد ليصل في سنة 2011 لـ 251 نسمة.
يظهر هذا المخطط البياني تطور النمو السكاني لـ ريفا فالدوبيا

## وصلات خارجية
- مجموعات Riva Valdobbia على فليكر